# Wolong (sockenhuvudort i Kina, Heilongjiang Sheng, lat 44,17, long 129,41)
Wolong (kinesiska: 卧龙, 卧龙朝鲜族乡) är en sockenhuvudort i Kina. Den ligger i provinsen Heilongjiang, i den nordöstra delen av landet, omkring 280 kilometer sydost om provinshuvudstaden Harbin. Antalet invånare är 17 336. Befolkningen består av 8 647 kvinnor och 8 689 män. Barn under 15 år utgör 12,0 %, vuxna 15-64 år 80 %, och äldre över 65 år 7,0 %.
Runt Wolong är det ganska tätbefolkat, med 56 invånare per kvadratkilometer. Närmaste större samhälle är Dongjingcheng, 16,6 km väster om Wolong. Trakten runt Wolong består till största delen av jordbruksmark.
Genomsnittlig årsnederbörd är 877 millimeter. Den regnigaste månaden är juli, med i genomsnitt 201 mm nederbörd, och den torraste är januari, med 5 mm nederbörd.